# Приморско-Ахтарское городское поселение
Приморско-Ахтарское городское поселение — муниципальное образование, входившее в состав упразднённого Приморско-Ахтарского района Краснодарского края России. 
Административный центр — город Приморско-Ахтарск.
В рамках административно-территориального устройства Краснодарского края городскому поселению соответствует город районного значения с подчинёнными ему тремя сельскими населёнными пунктами.
В рамках административно-муниципальной реформы городское поселение было упразднено путем объединения с другими муниципальными образованиями, входившими в состав Приморско-Ахтарского района.

## Население
| 2010    | 2012    | 2013    | 2014    | 2015    | 2016    | 2017    |
| ------- | ------- | ------- | ------- | ------- | ------- | ------- |
| 35 008  | ↘35 001 | ↘34 640 | ↘34 436 | ↗34 606 | ↗34 685 | ↘34 596 |
| 2018    | 2019    | 2020    | 2021    | 2023    |         |         |
| ↗34 700 | ↗34 835 | ↗35 003 | ↘33 580 | ↘32 939 |         |         |

## Населённые пункты
В состав городского поселения входили 4 населённых пункта:
| № | Населённый пункт  | Тип населённого пункта | Население (чел.) |
| - | ----------------- | ---------------------- | ---------------- |
| 1 | Приморско-Ахтарск | город                  | ↘30 084          |
| 2 | Приморский        | посёлок                | ↗1480            |
| 3 | Садки             | хутор                  | ↘1004            |
| 4 | Огородный         | посёлок                | ↗267             |